# Luitpoldstraße (Bad Reichenhall)
Die Luitpoldstraße ist eine Straße in der oberbayerischen Kurstadt Bad Reichenhall.

## Beschreibung
Die Luitpoldstraße ist eine Innerortsstraße von Bad Reichenhall. Sie beginnt an der Bahnhofstraße als direkte Verlängerung der Kurstraße und führt zwischen Friedrich-Ebert-Allee und Maximilianstraße und nordöstlicher Richtung, bis sie bei der Kurpension Villa Innocentia in die Goethestraße mündet.
Die Luitpoldstraße ist nach dem Prinzregenten Luitpold von Bayern benannt.

## Geschichte
In der Ludwigstraße entstanden zur Hochzeit der Kur in Bad Reichenhall um 1900 Villen und Kurpensionen, von denen viele bis heute erhalten sind und teilweise auch in die Denkmalliste von Bad Reichenhall eingetragen sind. 
Bis etwa 1910 hieß die Luitpoldstraße noch Äußere Kurstraße.
Beim Luftangriff auf Bad Reichenhall am 25. April 1945 fielen in der Luitpoldstraße etwa zwei Stunden vor dem Hauptangriff die ersten Bomben. Es handelte sich um Notabwürfe aus Maschinen der Royal Air Force, die sich auf dem Rückflug von Berchtesgaden befanden. Eine Bombe explodierte im Nebengebäude der Villa Dr. Schöppner. Nach dem Luftangriff galt das Gebäude Ludwigstraße 12 (Nebengebäude) als völlig zerstört, das Gebäude Ludwigstraße 23 erlitt leichte Schäden.

## Baudenkmäler
| Adresse             | Name                 | Beschreibung | erbaut | Lage | Bild |
| ------------------- | -------------------- | --- | ------ | ---- | ---- |
| Luitpoldstr. 12     | Villa Theodora       | Palaisartiger Neubarockbau mit Mansarddach, Giebelrisaliten, Loggien, Balkons. Mit Garteneinfriedung, Eisenzaun im Jugendstil.                                                  | 1900   | ▼    |      |
| Luitpoldstr. 15     | Villa Meta           | Mit Mansarddach, Eckerker und Balkons, Neurenaissancegliederung, von A. Strammer und R. Mall.                                                                                   | 1895   | ▼    |      |
| Luitpoldstr. 17 1/2 | Kurpension St. Peter | Großer Eckbau mit Eckerkerturm und Giebelrisaliten mit Schopfwalmdächern, Zierfachwerk, Neurenaissance- und Heimatstilformen, von A. Strammer. Zugehöriger eiserner Gartenzaun. | 1898   | ▼    |      |
| Luitpoldstr. 27     | Kurpension           | Mit drei Giebelrisaliten, Eckerkerturm, Flachsatteldächern mit Vorstand, Neurenaissance-Putzgliederung, von Jakob Dürk.                                                         | 1898   | ▼    |      |
| Luitpoldstr. 29     | Kurpension           | Mit drei Giebelrisaliten, Eckerkerturm, Flachsatteldächern mit Vorstand, Neurenaissance-Putzgliederung, von Jakob Dürk.                                                         | 1899   | ▼    |      |